# 趙珩 (朝鮮)
趙珩（1606年—1679年），字君獻，號翠屏，朝鮮王朝文臣。本貫豐壤趙氏。
1655年，朝鮮孝宗任命他為通信使，前往日本，祝賀德川家綱就任幕府將軍。這也是朝鮮王朝第六次向日本派出通信使。使團一行在東照宮獲得幕府使者的接見。歸國後，趙珩寫下了《扶桑日記》，記錄他在日本的所見所聞。
死後諡號忠貞。